# João Batista Viana Drummond
João Batista Viana Drummond, (Nova Era, 1 de mayo de 1825 — Río de Janeiro, 7 de agosto de 1897), también conocido como Barón de Drummond, fue un empresario brasileño. Se hizo conocido por su papel en el desarrollo urbano e inmobiliario de Río de Janeiro durante el Imperio del Brasil. Fue el creador de Vila Isabel, uno de los primeros barrios planificados de la ciudad, y del Jardim Zoológico de Vila Isabel, que se convirtió en el lugar de origen del famoso jogo do bicho brasileño.